# DMMオンラインサロン
DMMオンラインサロンは、合同会社DMM.comが展開するサービスの一つ。主にオンラインサロンのプラットフォーム運営を行う。ビジネス領域からカルチャー領域に至るまで多彩なオンラインサロンを1,500以上・15万人以上の会員を有する日本国内最大級のオンラインサロン総合プラットフォーム

## 概要
主力サービスは、オンラインサロンのプラットフォームの運営。2022年度の流通総額は47億円を突破し、日本国内で最大規模のオンラインサロンプラットフォームとなっている(2023年12月現在)

## 沿革
- 2012年 - シナプス株式会社が日本国内初のオンラインサロンプラットフォームサービス「Synapse」を提供開始
- 2016年
  - 02月 - 株式会社DMM.com（現:合同会社DMM.com）がオンラインサロンプラットフォーム「DMM Lounge」の提供開始
  - 10月
    - オンラインサロン合同イベント「DMM Lounge文化祭2016」を開催[1]
    - オウンドメディア「DMM Lounge Blog」がオープン
- 2017年
  - 02月 - サービス名を「DMMオンラインサロン」に変更
  - 03月 - 株式会社DMM.com（現:合同会社DMM.com）がシナプス株式会社の株式を取得し、子会社化
- 2017年
  - 10月
    - オウンドメディア「DMM Lounge Blog」が「CANARY」としてリニューアルオープン
    - コンテンツ販売機能をリリース
- 2018年
  - 02月
    - 最も熱いオンラインサロンを決める「DMM オンラインサロンAWARD 2017」[2][3]を開催
    - オンラインサロンの運営状況を詳細に分析できる「データ分析機能」をリリース

  - 06月 - 気になったオンラインサロンをフォローできる「フォロー機能」をリリース
  - 08月
    - オンラインサロン内のコンテンツを書籍化・販売する出版レーベル「DMM PUBLISHING」をリリース
    - 会員管理から交流まで一元化できる、「DMM オンラインサロン専用コミュニティアプリ」[4]をリリース
- 2019年
  - 02月 - Synapseサービス終了
  - 03月 - 2018年7月より募集開始していたオンラインサロンから生まれたプロジェクトを表彰する「オンラインサロンプロジェクトアワード2018」を開催[5][6]
  - 05月 - DMMオンラインサロンのサロンオーナー向けに「DMM公式オンラインサロン」をオープン
- 2020年
  - 01月 - 3回目となる最も熱いオンラインサロンと、オンラインサロンから生まれた魅力的なプロジェクトを紹介したたえる表彰式「DMMオンラインサロンアワード2019」を開催[7][8]
  - 05月 - 場所を問わずによりリアルなコミュニケーションを実現する「ライブ配信機能」[9]をリリース
  - 12月 - 4回目となる「DMMオンラインサロンアワード2020」を開催[10][11]
- 2021年
  - 10月 - 「オンラインサロン市場に関する調査」で流通総額・プラットフォーム会員数・利用者満足度において1位を獲得 (ICT総研調べ[12])
  - 12月 - 2017年から毎年開催していた「サロンアワード」を、サロンオーナーを対象としたイベントから、一般のユーザーもターゲットに加え、より幅広くオンラインサロンの魅力を発信する「DMMオンラインサロン文化祭 SALON FES」へリニューアルし開催[13][14]
- 2022年
  - 05月- 「新しいセカイをのぞき見」をコンセプトに、さまざまなカテゴリのトークを楽しみながらオンラインサロンの魅力を感じるイベント「SALON FES 2022 SPRING」を開催[15][16]
  - 08月 - コロナ禍において、オンラインで学びを提供するプロたちや、コミュニティマーケティングを実践する企業担当者たちがを招いたトークイベント「SALON FES 2022 SUMMER」を開催[17][18]

- 2023年
  - 01月 -  2022年の春と夏に開催された「SALON FES」の特別版として、豪華ゲストを招いたトークセッションと、オンラインサロンを表彰する「SALON AWARD」を同時開催する「SALON FES SPECIAL」を開催[19][20]
  - 02月 - サロンオーナーのためのノウハウサイト「オンラインサロンLab.」[21]をリリース
  - 08月 - 美容をテーマに、メイクアップ、ヘアアレンジ、ネイルアート、フィットネス、フェムテック・フェムケアのプロフェッショナルをゲストに招き、知識や経験を共有しあえるイベント「BEAUTY BRIDGE」を開催[22][23][24][25][26]
  - 11月 - 「オンラインサロン総合プラットフォーム市場の動向」 (デロイトトーマツミック経済研究所ミックITリポート2023年10月号[27])にて流通総額・サロン数・会員数で1位を獲得
- 2024年
  - 01月 - 知識と交流を深める オンラインサロンの祭典「SALON AWARD 2023-2024」を開催[28][29]全ての観点において高品質と評価されたサロンを表彰する「オンラインサロン大賞」は、日本最大級のコミュニティ「Holland Village Private Salon」を運営する川村真木子さんが2年連続で受賞した[30] [31]
  - 09月 - 初の地方開催として福岡・天神にて「ONLINE SALON FES 2024 in 福岡-癒しと発見、引き寄せる未来-」を開催[32][33]